# ドント・シャット・ミー・ダウン
「ドント・シャット・ミー・ダウン」(Don't Shut Me Down)は、スウェーデンの音楽グループ、ABBAが2021年9月2日に発売した楽曲。40年ぶりのアルバム『ヴォヤージ』から「アイ・スティル・ハヴ・フェイス・イン・ユー」との両A面シングルとしてリリースされた。リード・ヴォーカルはアグネタ・フォルツコグ。スウェーデンのシングル・チャートでは1978年の「サマー・ナイト・シティ」以来となる首位を獲得した。

## 解説
YouTubeに投稿されたリリック・ビデオは公開から24時間で140万回再生され、イギリスを含めた12の国々で急上昇ランキングのトップ3に入った。
本曲はイギリスやドイツなど11カ国でシングル・チャートのトップ10に入り、スウェーデンとスイスでは1位を記録。ヨーロッパのデジタル・ソング・チャートでも首位獲得。多くの国では両A面扱いの「アイ・スティル・ハヴ・フェイス・イン・ユー」とは別カウント扱いとなり、「ドント・シャット・ミー・ダウン」の方がチャートの上位に入っている。

## チャート
| チャート (2021年)                                    | 最高 順位 |
| ---------------------------------------------------- | --------- |
| オーストラリア (ARIA)                                | 27        |
| オーストリア (Ö3 Austria Top 40)                     | 14        |
| ベルギー (Ultratop 50 Flanders)                      | 9         |
| ベルギー (Ultratop 50 Wallonia)                      | 44        |
| カナダ (Canadian Hot 100)                            | 87        |
| クロアチア (ARC 100)                                 | 10        |
| デンマーク (Tracklisten)                             | 7         |
| ヨーロッパ (Euro Digital Songs)                      | 1         |
| フィンランド (スオメン・ヴィラリネン・リスタ)        | 3         |
| Finnish Airplay (Suomen virallinen radiosoittolista) | 18        |
| ドイツ (GfK Entertainment charts)                    | 5         |
| Global 200 (Billboard)                               | 54        |
| ハンガリー (Single Top 40)                           | 4         |
| アイスランド (Tónlistinn)                            | 3         |
| アイルランド (IRMA)                                  | 12        |
| 日本 (Japan Hot 100)                                 | 96        |
| ラトビア (EHR)                                       | 26        |
| オランダ (Single Top 100)                            | 18        |
| ニュージーランド (Recorded Music NZ)                 | 31        |
| ノルウェー (VG-lista)                                | 7         |
| ポルトガル (AFP)                                     | 177       |
| スウェーデン (Sverigetopplistan)                     | 1         |
| スイス (Schweizer Hitparade)                         | 1         |
| UK シングルス (OCC)                                  | 9         |
| US Digital Songs (Billboard)                         | 32        |